# Imbosch (gebied)
De Imbosch (of Imbos) is een natuurgebied in de landstreek Veluwe, in de Nederlandse provincie Gelderland. Het gebied ligt gedeeltelijk in de gemeente Rozendaal, ten noorden van Arnhem en gedeeltelijk in gemeente Rheden, ten noordoosten van Arnhem, en bestaat uit overwegend bos. Het gebied is eigendom van Natuurmonumenten en maakt deel uit van het Nationaal Park Veluwezoom. Tevens is het de naam van een nederzetting van enkele verspreid staande huizen in het gelijknamige natuurgebied. In de Imbosch ligt ook een buurtschap met dezelfde naam. 
De naam "Imbosch" is waarschijnlijk afgeleid van de bijenvolken ("immen") die hier vroeger heen werden gebracht als de heide bloeide. Veel gebieden in de omgeving hebben illustere namen als Woeste Hoeve, Schaddevelden en Onzalige Bossen.
De Imbosch was eeuwenlang bezit van de kasteelheren van Rosendael, en diende voor houtproductie. De Imbosch had eeuwenlang het karakter van een groot bosgebied te midden van uitgestrekte heidevelden, zoals het Rozendaalsche veld en de Loenermark. Het terrein van 1451 hectare werd in 1938 door Natuurmonumenten gekocht. Deze eigenaar tracht sinds medio jaren tachtig door zo min mogelijk beheer toe te passen het bos om te vormen tot een natuurlijker bos. Op een deel van de Imbosch startte in 1982 de eerste proef in Nederland met de begrazing van een natuurgebied door Schotse hooglanders.
In de Imbosch zijn diverse wandelroutes en fietsroutes uitgezet.
Het hoogste punt van de Veluwe, het Signaal Imbosch (110 m) bevindt zich niet op de Imbosch zelf, maar ongeveer 2 km zuidelijker bij het Rozendaalse Zand.

## Tweede Wereldoorlog
In de Tweede Wereldoorlog was dit gebied deels 'Sperrgebiet' omdat de Duitsers hier een geavanceerd radiopeilstation met de codenaam Teerose III hadden gebouwd, dat samen met Teerose I in Terlet, Teerose II bij het Signaal Imbosch en de commandobunker Diogenes bij Fliegerhorst Deelen deel uitmaakte van een luchtverdedigingssysteem van de Luftwaffe. De drie Teerose-stations werden gebouwd op heuveltoppen van ten minste 100 meter boven NAP. Na de oorlog werden de peilstations ontmanteld, er resteren enkel nog wat betonnen fundamenten.

## Trivia
- Het eerste deel van de boekenserie Pim Pandoer (Pim Pandoer, de schrik van de Imbosch) speelt zich af in de Imbosch.